# 24-es villamos (Budapest)
A budapesti 24-es jelzésű villamos a Keleti pályaudvar és a Közvágóhíd között közlekedik. A viszonylatot a Budapesti Közlekedési Zrt. üzemelteti.

## Története
1889. július 30-án helyezték üzembe Budapest első normál (1435 mm) nyomtávú villamosvonalát a Stáció (Baross) utcában az Egyetemi tér és a Köztemető (Fiumei) út között. 1904. szeptember 12-én belső végállomását az Eskü térre helyezték át. 1906. július 9-én külső végállomása a Ferenc József laktanya lett. 1910-ben a viszonylatszámok bevezetésével a 24-es jelzést kapta. 1944. szeptember 30-án szűnt meg.
1951. április 30-án a csepeli gyorsvasút átadásához kapcsolodó forgalmi változások következtében indították el a 23-as felhagyott szakaszának pótlására a Keleti pályaudvar és a Boráros téri HÉV-végállomás között, a Fiumei út – Hámán Kató (ma Haller) utca – Soroksári út útvonalon. 1952. május 30-ától a Festetics utcán át érkezett a Baross térre. Október 26-ától a Boráros tér helyett a Nagyvárad térre érkezett, illetve a Baross tér után a Bethlen Gábor utca – Szinyei Merse utca – Rudas László utca útvonalon a MÁV kórházig járt. 1953. március 29-én a Váci út és a Dráva utca kereszteződéséig hosszabbodott a Dózsa György úton keresztül. Szeptember 21-én a Kálvin tér–Orczy tér villamosszakasz felszámolása miatti forgalmi változások következtében a Közvágóhídig hosszabbodott. 1954. október 31-én 24A jelzéssel temetői betétjárat közlekedett a Nagyvárad tér és a Váci út között. 1955. január 10-én a 24A állandó jelleggel újraindult, május 16-án a 24-es és a 24A a Keleti pályaudvarig rövidült. A betétjárat jelzését 1957. május 9-én 27-esre változtatták. 1962. április 8-án az FVV a 24-es útvonalát az Állatkertig hosszabbította, azonban végállomása néhány napon belül visszakerült a Baross térre. 1965. május 3-án a vonalon bevezették a részleges kalauz nélküli közlekedést. 1967. július 30-ától a Baross tér átépítésének előkészületi munkálatai miatt a villamosok a Rákóczi út és a Mező Imre út kereszteződésében kialakított fejvégállomásra érkeztek. 1968. június 6-án a Baross téri végállomását véglegesen a Festetics György utcába helyezték át.
1991. január 7-én a Vajda Péter utca–Orczy út saroknál baleset történt az 1342-es pályaszámú villamossal. A villamos a villamosvezető hibájából kitérőbe haladt és felborult. (Később a villamost Miskolcra szállították és a B végét helyreállították, ezt követően 1993. május 21-én állt ismét forgalomba). A balesetben 4 ember halt meg.
2020. május 23-án megkezdődött a pesti fonódó villamoshálózat kialakítása, emiatt a villamos november 6-áig rövidített útvonalon, csak a Keleti pályaudvar és a Haller utca / Soroksári út között közlekedett a Haller utcai deltavágány építése miatt. A 3-as metró középső szakaszának felújítása alatt indult 2M (2023 óta 23-as) jelzésű villamos miatt a követési ideje 15-20 percesre ritkult.

## Járművek
2015-ig a vonalon hétköznaponként Ganz CSMG-k, hétvégenként pedig ugyanezek közlekedtek vegyesüzemben a Ganz KCSV–7-esekkel. 2016. január 1-jétől TW 6000-es típusok is közlekenek a vonalon. Hétköznap ezek a kocsik vegyesen közlekednek a Ganz KCSV–7-es típussal (Ganz CSMG-ket már nem adnak ki a vonalra), hétvégén pedig csak hannoveri villamosokkal látják el a vonalat. 2018-ban már csak hannoveri villamosok közlekedtek vonalon, de 2019-ben újra visszatértek a Ganz KCSV–7-es villamosok. 2020-tól kizárólag hannoveri villamosok közlekednek a vonalon.
A tervek szerint az újabb CAF Urbos 3 villamosok érkezésével, a típus ezen a járaton is megjelenhet.

## Útvonala
| Közvágóhíd felé |
| Keleti pályaudvar M vá. – Festetics György utca – Fiumei út – Teleki László tér – Fiumei út – Orczy tér – Orczy út – Nagyvárad tér – Haller utca – Soroksári út – Közvágóhíd H vá. |
| Keleti pályaudvar felé |
| Közvágóhíd H vá. – Soroksári út – Haller utca – Nagyvárad tér – Orczy út – Orczy tér – Fiumei út – Teleki László tér – Fiumei út – Festetics György utca – Keleti pályaudvar M vá. |

## Megállóhelyei
| 0  | Keleti pályaudvar M végállomás | 20 | 23 73, 76, 78, 79, 80 5, 7, 7E, 8E, 20E, 30, 30A, 107, 108E, 110, 112, 133E, 230 G10 S60 G60 Z60 S80 G80 IC, EC, EN, InterRégió, sebesvonat, gyorsvonat, expresszvonat, | Keleti pályaudvar, Metróállomás, Autóbusz-állomás, Trolibusz-állomás, Péterfy Sándor utcai kórház, Arena Mall bevásárlóközpont, Rendőrmúzeum, Park Szálloda, Hungária szálloda, VII. kerületi Polgármesteri Hivatal, Schulek Frigyes Kéttannyelvű Építőipari Szakgimnázium |
| 1  | Dologház utca                  | 18 | 23 | Kerepesi temető, Országos Baleseti és Sürgősségi Intézet, Nyugdíjfolyósító Igazgatóság |
| 3  | Magdolna utca                  | 16 | 23, 28, 28A, 37, 37A, 62 | Kerepesi temető |
| 5  | Orczy tér                      | 14 | 23, 28, 28A, 62 72 9, 217E | Baross kocsiszín |
| 7  | Golgota tér                    | 12 | 23 99 | |
| 9  | Elnök utca                     | 11 | 23 83 | Tisztviselőtelep |
| 11 | Nagyvárad tér M                | 10 | 23 281 | Metróállomás, Semmelweis Egyetem Nagyvárad Téri Elméleti Tömb (NET), Heim Pál gyermekkórház, Szent István kórház, Szent László kórház, Természettudományi Múzeum, Orczy-kert, Bárka Színház, Ludovika, NKE Államtudományi és Nemzetközi Tanulmányok Kar                    |
| 13 | Balázs Béla utca               | 7  | 23 | Ferencvárosi Művelődési Központ, Gottsegen György Országos Kardiológiai Intézet |
| 15 | Haller utca / Mester utca      | 5  | 2B, 23, 51, 51A 281 | Páli Szent Vince-templom, Ferencvárosi rendelőintézet |
| 16 | Haller utca / Soroksári út     | 3  | 2, 2B, 23 54, 55, 223E, 224, 224E, 255E | Zwack Unicum Múzeum és Látogatóközpont, Dandár utcai gyógyfürdő, Malomipari Múzeum |
| 17 | Müpa – Nemzeti Színház H       | 1  | 2 54, 55, 224 | HÉV-állomás, Müpa, Nemzeti Színház |
| 19 | Közvágóhíd H végállomás        | 0  | 1, 2 54, 55, 179, 223E, 224, 224E, 255E | Közvágóhíd, HÉV-állomás (H6, H7), OBI áruház, Budapest Park, Tesco áruház |

### Megállóhelyek névváltozásai
| Mai név                    | Korábbi nevek                      | Korábbi nevek                 |
| Mai név                    | Közvágóhíd felé                    | Keleti pályaudvar felé        |
| -------------------------- | ---------------------------------- | ----------------------------- |
| Keleti pályaudvar M        | Baross tér, Keleti pályaudvar      | Baross tér, Keleti pályaudvar |
| Keleti pályaudvar M        | Baross tér (Festetics György utca) |                               |
| Dologház utca              | Szántó Kovács János utca           | Szántó Kovács János utca      |
| Magdolna utca              | Koltói Anna utca                   | Koltói Anna utca              |
| Magdolna utca              | Salgótarjáni utca                  |                               |
| Golgota tér                | Vajda Péter utca                   | Vajda Péter utca              |
| Haller utca / Mester utca  | Mester utca                        | Mester utca                   |
| Haller utca / Soroksári út | Soroksári út                       | Soroksári út                  |
| Müpa – Nemzeti Színház H   | Vágóhíd utca                       | Vágóhíd utca                  |
| Müpa – Nemzeti Színház H   | Millenniumi Kulturális Központ     |                               |
| Közvágóhíd H               | Vágóhíd H                          | Vágóhíd H                     |

## Képgaléria

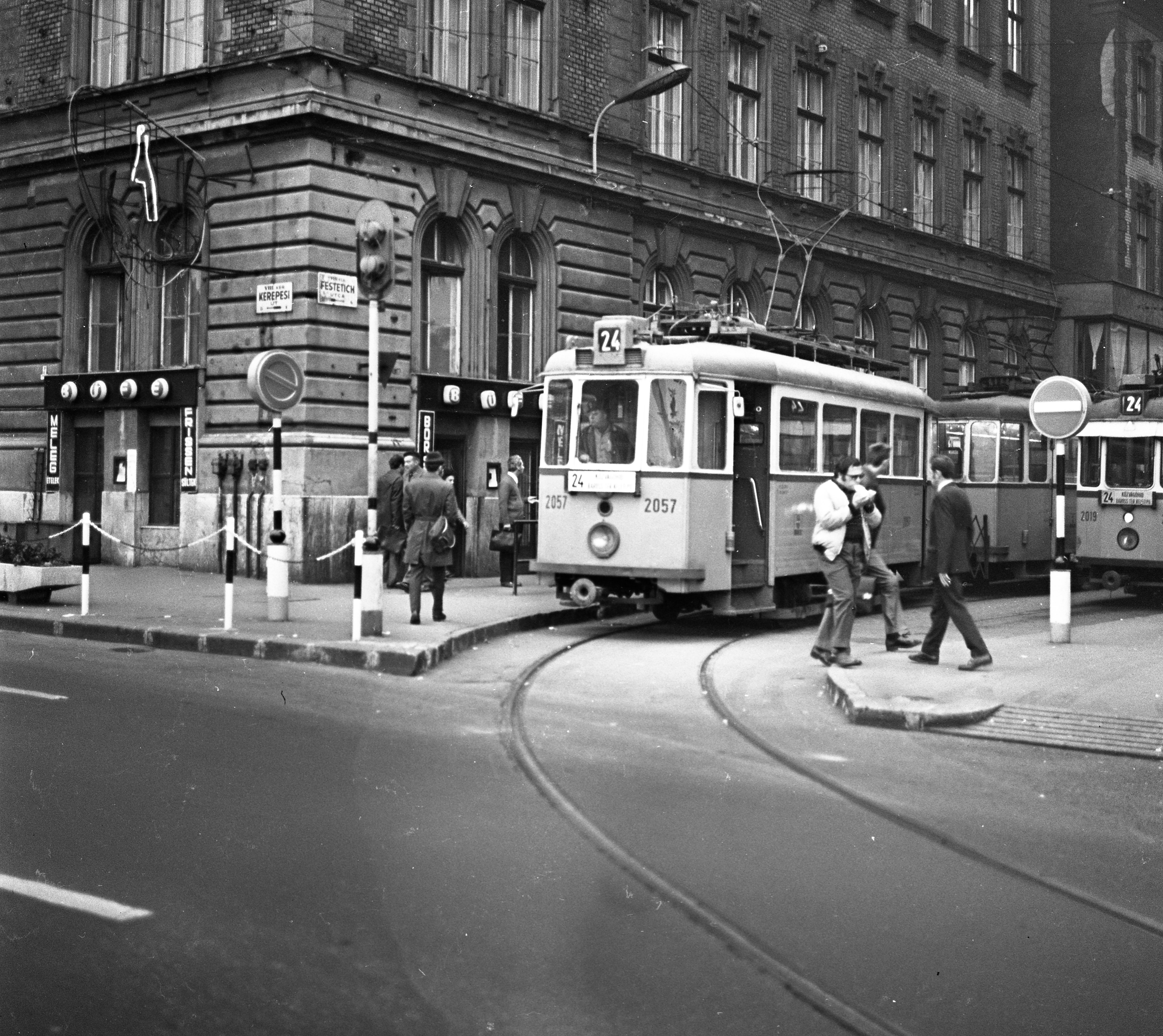
Villamosok a Keleti pályaudvarnál, a Kerepesi út és a Festetics György utca sarkán 1972-ben
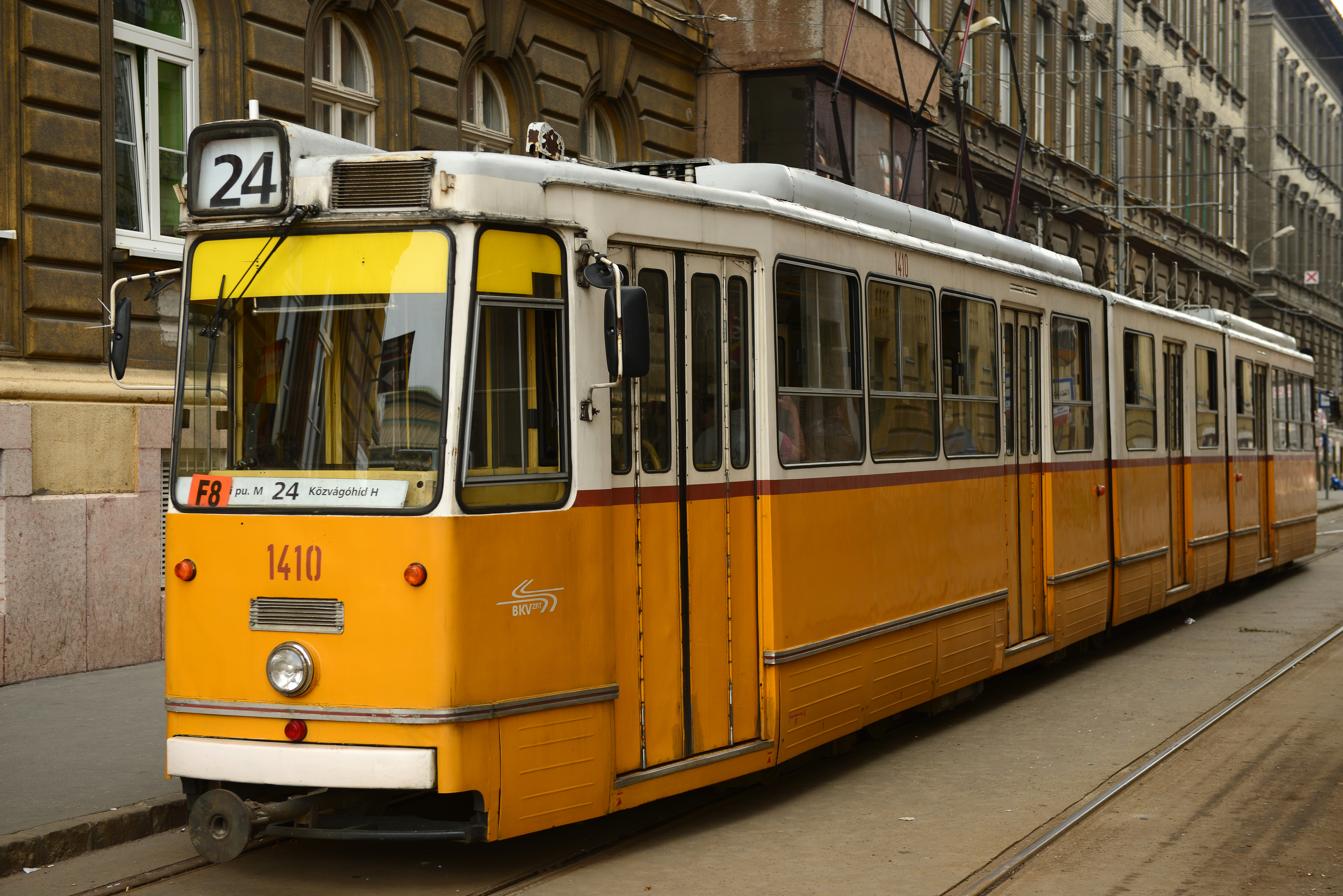
Ganz csuklós a Keleti pályaudvarnál 2014-ben
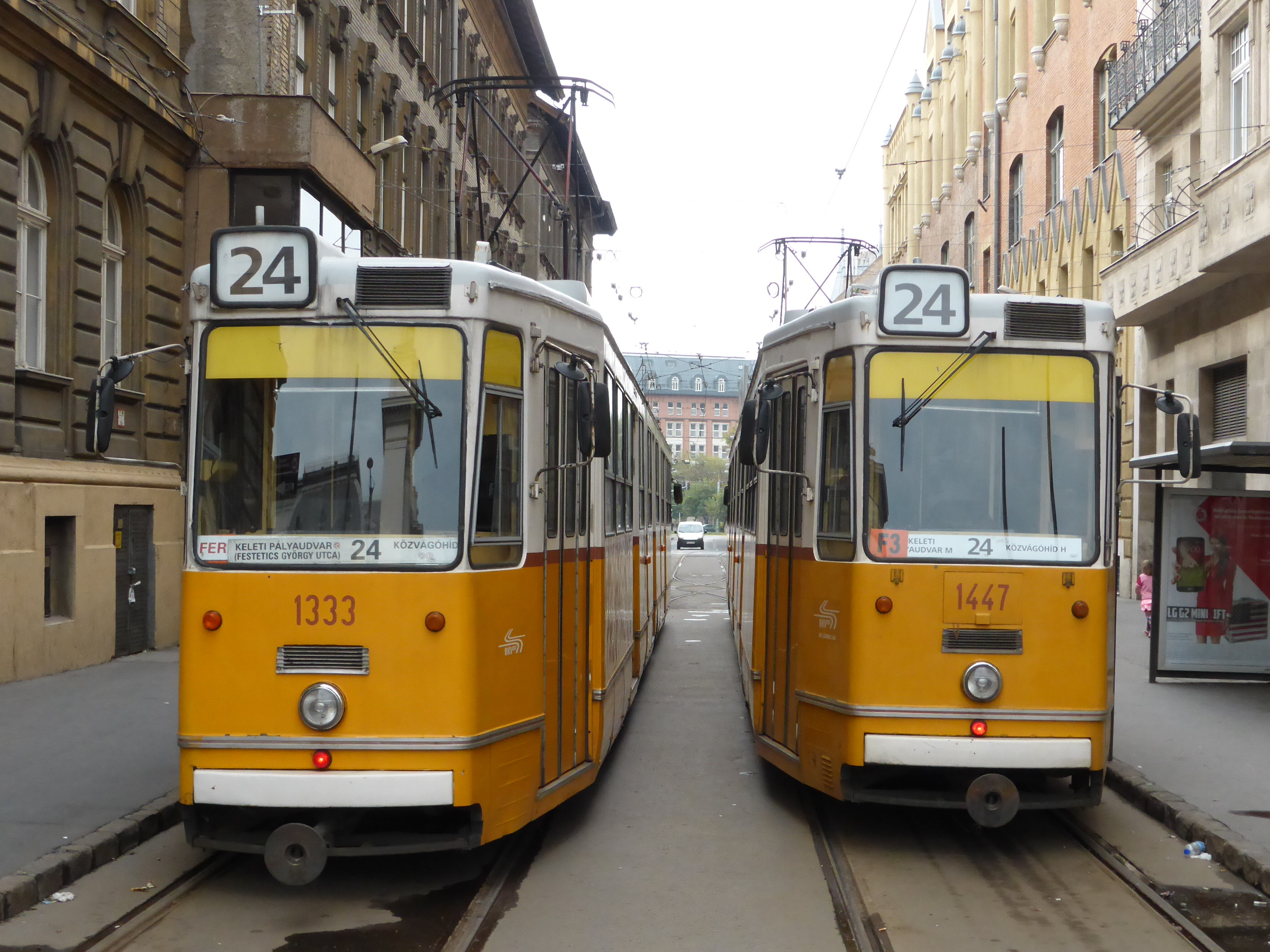
Ganz CSMG villamosok a Keleti pályaudvarnál
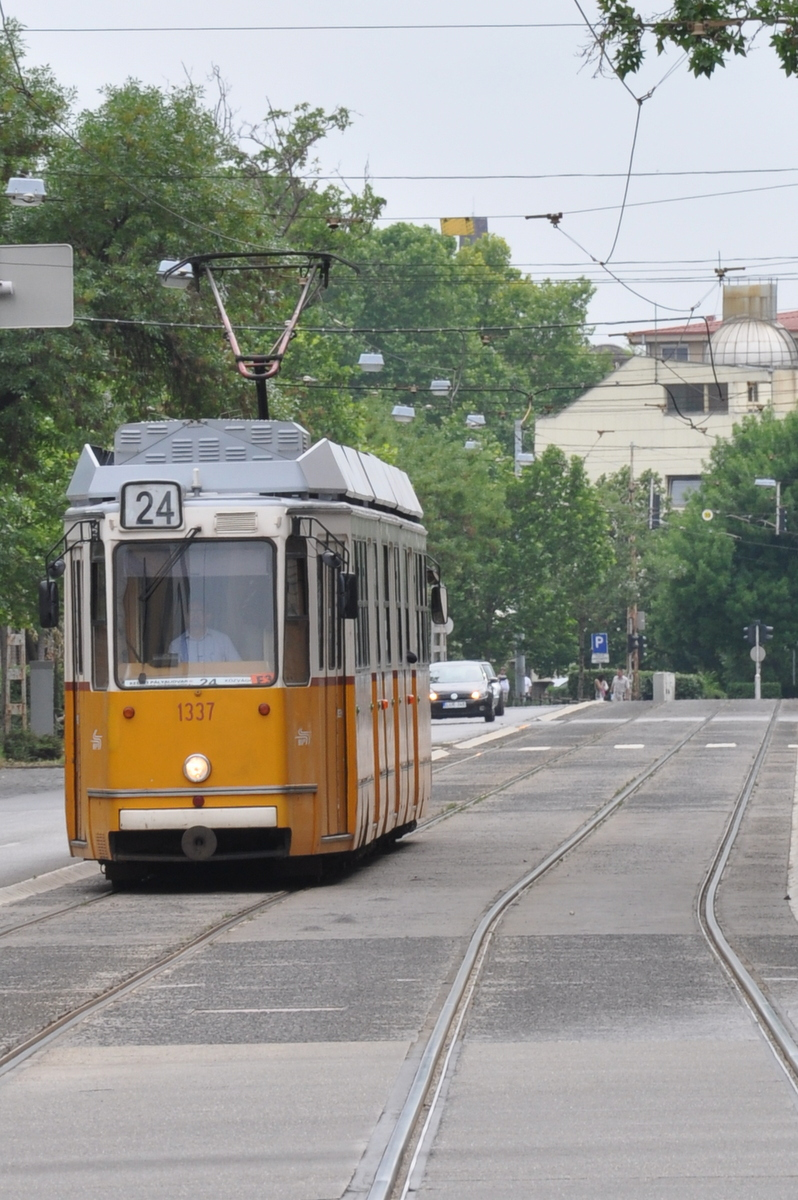
Ganz KCSV-7 villamos a Haller utcában
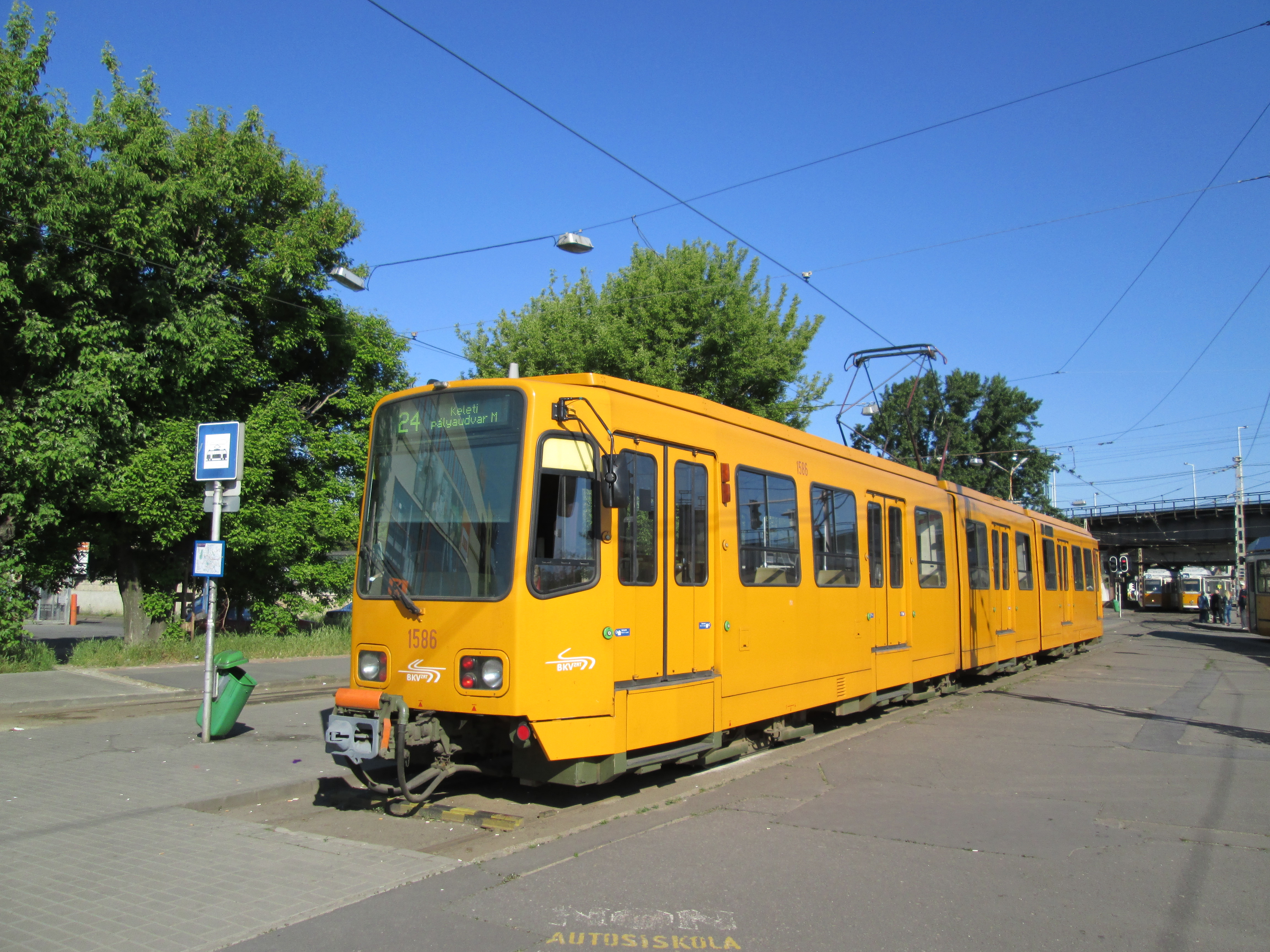
TW 6000 villamos a Közvágóhídnál
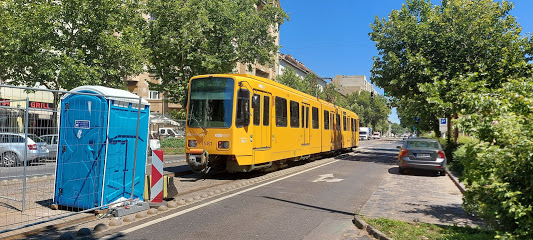
A Haller utcai ideiglenes végállomás a Vaskapu utcánál